# Antoine L'Estage
Antoine L’Estage (né le 26 février 1973) est un pilote de rallye québécois, de Saint-Jean-sur-Richelieu. Il est dix fois vainqueur du Championnat canadien de rallye en 2006, 2007, 2010, 2011, 2012, 2013, 2014, 2015, 2016 et 2017. Également sept fois champion Nord Américain et une fois champion Rally America. Antoine L'Estage s'est joint à l'Équipe canadienne des rallyes Subaru (SRTC) et a pris les commandes de la Subaru WRX STI de l'équipe SRTC en 2015.
Remarques:
- Jacques L'Estage (de Saint-Jacques-le-Mineur) a été Champion du Canada des Rallyes de la Classe Novice (Trophée Karl Pesek) en 1989;
- Mathieu L'Estage (de Saint-Paul-de-l'Île-aux-Noix) a été Champion du Canada des Rallyes de la Classe Novice (Trophée Karl Pesek) en 2003.

## Palmarès(au 11/11/2015 inclus)

### Titre
| Année | Titre                                                                                                  | Voiture                                 |
| ----- | --- | --------------------------------------- |
| 2001  | Recrue de l’année Canadien, et Champion du Canada des Rallyes de la Classe Novice (Trophée Karl Pesek) |                                         |
| 2004  | Vice-champion canadien des Rallyes                                                                     | Subaru Impreza WRX/Hyundai Tiburon      |
| 2005  | Vice-champion canadien des Rallyes                                                                     | Hyundai Tiburon                         |
| 2006  | Champion canadien des Rallyes                                                                          | Hyundai Tiburon                         |
| 2007  | Champion canadien des Rallyes                                                                          | Hyundai Tiburon                         |
| 2007  | Champion Nord Américain des Rallyes                                                                    | Hyundai Tiburon                         |
| 2008  | Champion Nord Américain des Rallyes                                                                    | Hyundai Tiburon                         |
| 2008  | Vice-champion canadien des rallyes                                                                     | Hyundai Tiburon                         |
| 2009  | Vice-champion canadien des Rallyes                                                                     | Mitsubishi Evo X                        |
| 2010  | Champion canadien des Rallyes                                                                          | Mitsubishi Evo X                        |
| 2010  | Champion Rally America                                                                                 | Mitsubishi Evo X                        |
| 2010  | Champion Nord Américain des Rallyes                                                                    | Mitsubishi Evo X                        |
| 2011  | Champion canadien des Rallyes                                                                          | Mitsubishi Evo X                        |
| 2011  | Champion Nord Américain des Rallyes                                                                    | Mitsubishi Evo X                        |
| 2011  | Vice-champion américain des Rallyes                                                                    | Mitsubishi Evo X                        |
| 2012  | Champion canadien des Rallyes                                                                          | Mitsubishi Evo X                        |
| 2012  | Champion Nord Américain des Rallyes                                                                    | Mitsubishi Evo X                        |
| 2012  | Vice-champion Rally America                                                                            | Mitsubishi Evo X                        |
| 2013  | Champion canadien des Rallyes                                                                          | Mitsubishi Evo X                        |
| 2013  | Champion Nord Américain des Rallyes                                                                    | Mitsubishi Evo X/Subaru Impreza WRX STi |
| 2014  | Champion canadien des Rallyes                                                                          | Mitsubishi Evo X                        |
| 2015  | |                                         |
| 2016  | |                                         |
| 2017  | |                                         |

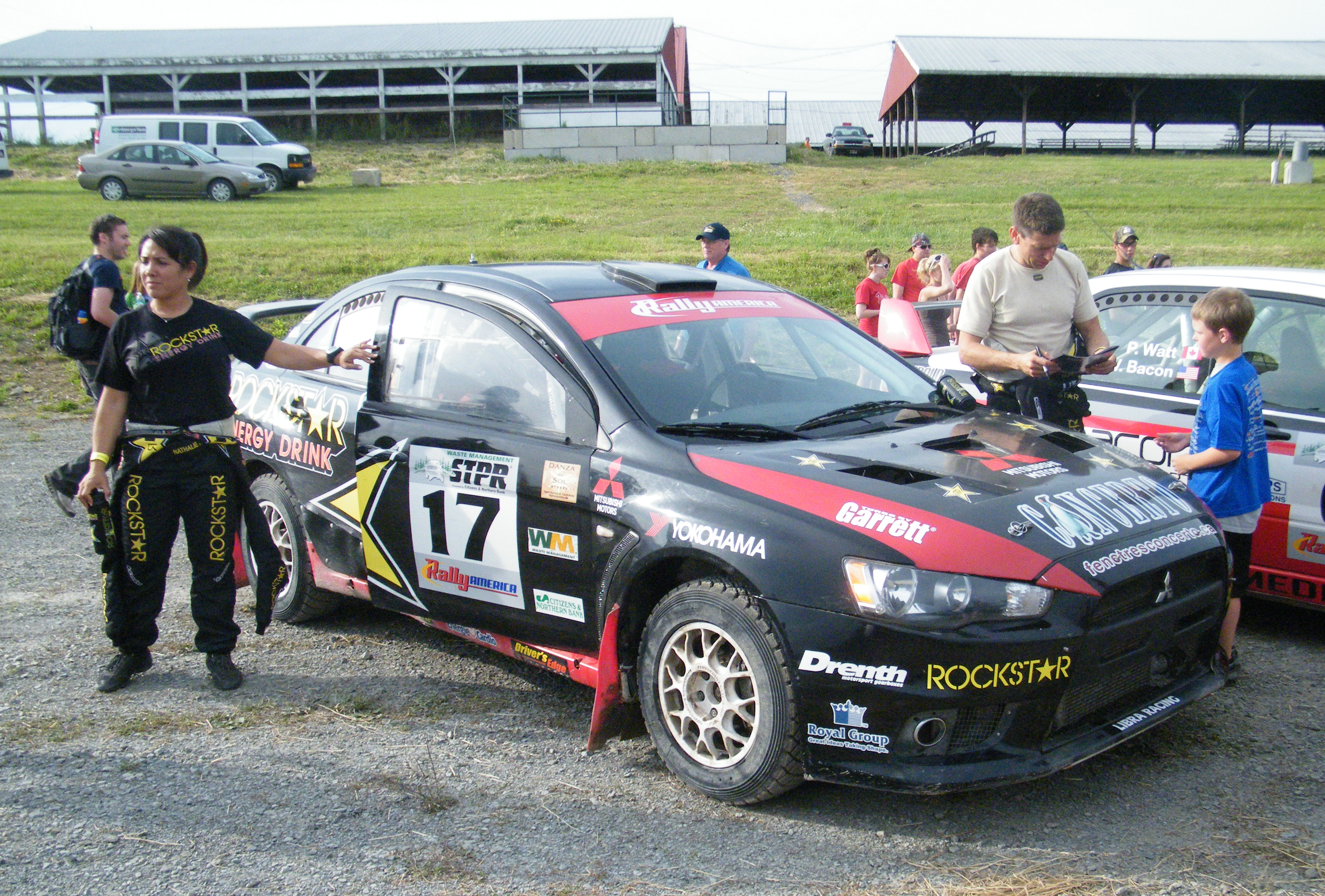
Antoine L'Estage au Rallye STP en 2010.

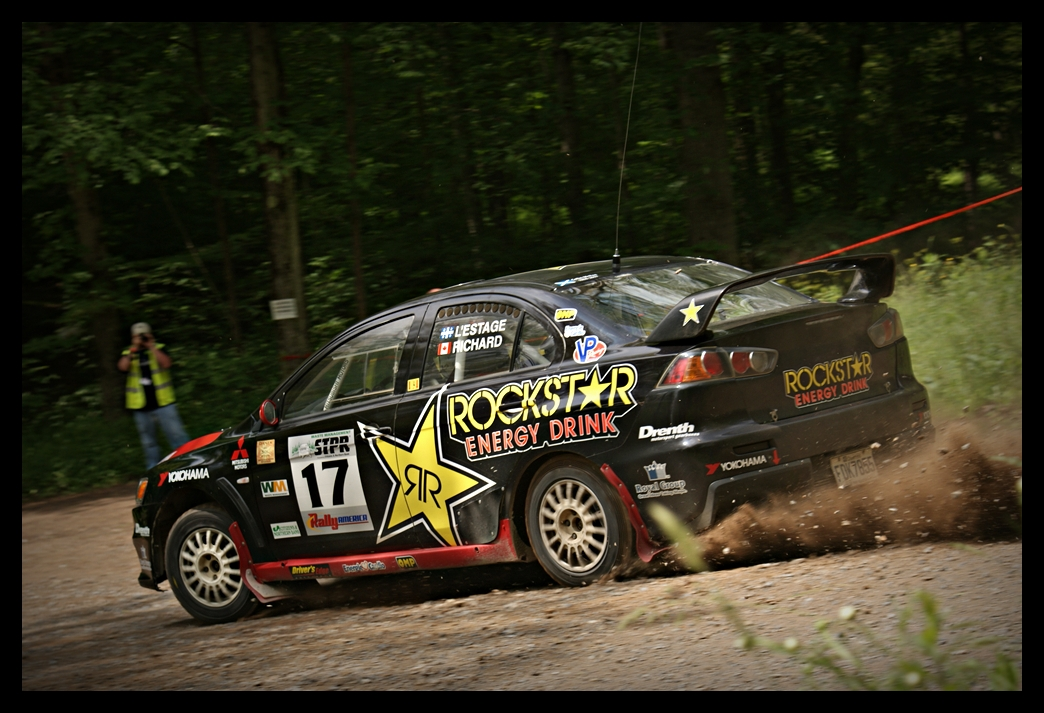
Même course, même pilote.

(Également Champion du Canada des Rallyes en Classe Open en 2005, 2006, 2007, 2010, 2011, 2012, et 4WD Open 2013 et 2014)

### Victoires

#### 52 victoires en Championnat du Canada
- 2004, 2006, 2007, 2010, 2014, 2016 et 2017: Rallye of the Tall Pines;
- 2005, 2007, 2011, 2012, 2013, 2014, 2015 et 2017: Rallye de la Baie des Chaleurs;
- 2005, 2006, 2007, 2009, 2010, 2011, 2013, 2014 et 2017: Rallye Défi St-Agathe;
- 2005, 2007, 2008, 2010, 2012, 2013, 2014, 2015, 2016 et 2017: Rallye Pacific Forest;
- 2006, 2008, 2009, 2011, 2012, 2014, 2015 et 2019: Rallye Perce-Neige;
- 2006, 2007, 2010, 2011, 2012, 2013, 2014, 2015, 2016 et 2018: Rallye Rocky Mountain.

#### 9 victoires en Rally America
- 2008 et 2013: Rallye Sno*Drift;
- 2008, 2010 et 2012: Rallye Susquehannock Trail (STPR);
- 2010, 2011 et 2012: Rallye New England Forest Rally;
- 2011: Rallye in the 100 Acre Wood.

#### Autres victoires
- 2011: Rallye de Charlevoix (Canada) (copilote John Buffum, l'un de ses "modèles", alors âgé de 68 ans, sur Mitsubishi Lancer Evo X).

## Distinctions
- Grand Maître des Rallyes du Canada;
- Record du plus grand nombre de titres de champion de Rallye au Canada
- Record du plus grand nombre de victoires en rallye au Canada.